# Deshbhushan B. Bastawade
Deshbhushan B. Bastawade (geboren am 19. November 1948 in Miraj, Distrikt Sangli, Maharashtra) ist ein indischer Arachnologe.
Deshbhushan B. Bastawade studierte Zoologie und erwarb zunächst einen Magistertitel. Später promovierte er mit einer Arbeit über Skorpione. Seine Forschungen betreffen vornehmlich Spinnen, Skorpione und Walzenspinnen. Bastawade arbeitet in der Western Regional Station des Zoological Survey of India in Pune.
Bastawade veröffentlichte alleine oder mit Fachkollegen zahlreiche Erstbeschreibungen von Spinnentieren und weitere wissenschaftliche Aufsätze. In der Reihe Fauna of India verfasste er 1983 mit B. K. Tikader den Band über die Skorpione.

## Dedikationsnamen (Auswahl)
Nach Deshbhushan B. Bastawade wurden zwei neu beschriebene Tierarten benannt:
- Weberknechte
  - Homolophus bastawadei (Das & Bastawade, 2006)[2]
- Skorpione
  - Orthochirus bastawadei Zambre, Mirza, Sanap, Upadhye und Javed, 2011[3]

## Veröffentlichungen (Auswahl)
- (mit B. K. Tikader) Fauna of India. Arachnids. Vol. 3: Scorpions. Zoological Survey of India, Kalkutta 1983, Online PDF 29,6 MB.